# EKS (sistema satellitare)
L'EKS (acronimo di in russo Единая космическая система?, Edinaya Kosmicheskaya Sistema, ossia "Sistema Spaziale Unificato") è un sistema di prima allerta russo basato su una costellazione di satelliti posti in orbite Molniya (probabilmente alcuni dei satelliti saranno disposti anche su orbite geosincrone ma non ci sono certezze al riguardo). I satelliti del sistema EKS sono utilizzati per rilevare il lancio di missili balistici attraverso la rilevazione agli infrarossi dei gas di scarico prodotti dai loro motori e sono complementari agli altri sistemi di prima allerta come i radar Voronezh-M e DM. Le informazioni fornite dai satelliti vengono poi passate al sistema ABM A-135, un sistema antimissile balistico progettato per intercettare e distruggere i missili balistici nella fase finale di discesa attualmente schierato alla periferia di Mosca.

Si tratta di un sistema in fase di sviluppo progettato per sostituire i satelliti del sistema Oko, definiti dal governo russo ormai "irrimediabilmente obsoleti", la cui realizzazione è prevista in fasi. La prima di queste, che dovrebbe vedere il lancio dei primi sei satelliti, sufficienti a mettere in piena operatività il sistema, è iniziata il 17 novembre 2015 con il lancio del satellite Cosmos 2510. A sviluppo terminato la costellazione, che è gestita dalle forze aerospaziali russe, dovrebbe contare un totale di 80 satelliti lanciati in un numero di anni ancora non definito.

## Storia
Già alla fine degli anni 1990 il governo russo aveva preso in considerazione la sostituzione del sistema di prima allerta per attacchi missilistici, non solo per quanto riguarda il sistema satellitare ma anche per quanto riguarda il tracciamento radar.  Il precedente sistema Oko, il cui primo satellite è stato lanciato nel 1972, ha visto il lancio di un totale di 101 satelliti, di cui 86 di modello US-K, 7 di modello US-KS e gli altri 8 di modello US-KMO, tutti recanti, come strumentazione principale, un telescopio a infrarossi lungo 4 metri (4,5 nel caso degli US-KMO) e con uno specchio del diametro di 0,5 metri (1 metro nel caso degli US-KMO). Tali satelliti non si sono però rivelati molto longevi, avendo avuto una vita utile, nel caso dei più moderni US-KMO, di soli 5-7 anni, e, dato che il sistema necessita di almeno 4 satelliti per essere pienamente operativo, ciò ha costretto la Russia all'attuazione di più di due lanci l'anno, l'ultimo dei quali è avvenuto il 30 marzo 2012. Per questo, per i satelliti del sistema EKS il ministero della difesa russo ha chiesto, tra le altre cose, anche una maggior vita utile.
Data la natura del progetto le informazioni al riguardo sono abbastanza scarse ma si sa che, nel 1999-2000, il progetto ad essere scelto dal ministero della difesa fu quello della RKK Energiya, preferito rispetto a quello della NPO Lavochkin, l'azienda che aveva progettato il sistema Oko. Così nel 2007 il governo ha firmato un contratto con la Energiya per la fornitura dei primi satelliti, che sarebbero stati realizzati in associazione con il centro di ricerca federale TsNII Kometa, il quale avrebbe in particolare realizzato la strumentazione da porre su di essi, la cui consegna era programmata per il 2008 con un primo test di lancio previsto nel 2009, che è poi slittato fino ai primi mesi del 2012. Proprio in merito a questo ritardo il ministero della difesa russo ha citato in giudizio la Energiya, dichiarando non valida l'estensione del contratto fino a maggio 2010 che era stata approvata in precedenza e chiedendo un risarcimento di 262 milioni di rubli. Dal canto suo Energiya si è difesa dichiarando la validità dell'estensione e che i problemi erano sorti a causa non dell'azienda in sé ma dei suoi sub-fornitori e dello stesso ministero, il quale, secondo l'azienda, aveva più volte modificato le specifiche di riferimento aggiungendo caratteristiche la cui realizzazione andava oltre le capacità dell'azienda. Alla fine, il ministero perse la causa. Energiya consegnò il primo satellite nel 2009 ma il primo test di lancio non avvenne che nell'aprile del 2012.
Uno degli effetti di tale ritardo fu che la Russia si trovò ad essere potenzialmente esposta ad attacchi nucleari senza un sistema di prima allerta pienamente operativo; con il passare del tempo e la dismissione dei vari satelliti, infatti, il sistema Oko aveva via via perso la sua piena operatività tanto che, già a partire dal febbraio 2010, con la messa fuori operatività del Cosmos 2440, i satelliti attivi erano rimasti soltanto due. Per ovviare al problema, la Russia decise di mettere in orbita altri due satelliti US-KMO, l'ultimo dei quali, il Cosmos 2479, fu lanciato nel 2012 ma smise di funzionare solo due anni dopo, nell'aprile 2014, lasciando nuovamente il sistema con due soli satelliti attivi.
Nel 2014, il quotidiano Kommersant scrisse che il primo satellite del sistema EKS, facente parte di una nuova classe chiamata "Tundra" (nome con cui è talvolta identificato anche l'intero sistema EKS), sarebbe stato lanciato nel corso dell'anno e posto su un'orbita ellittica, come l'orbita Molniya. Tuttavia tale lancio è avvenuto solo il 17 novembre 2015, quando il satellite EKS-1/Tundra-11L, poi denominato Cosmos 2510, è decollato dal cosmodromo di Plesetsk a bordo di un razzo Sojuz 2.1b con un ultimo stadio modello Fregat-M.
Al maggio 2020, i satelliti del sistema EKS messi in orbita erano 4.

## Strutture di controllo
Si ritiene che il sistema EKS utilizzi le stesse due centrali di controllo a terra del sistema Oko. La centrale occidentale si trova nel bunker Serpukhov-15 (in russo  Серпухов-15?), vicino al villaggio di Kurilovo, alla periferia di Mosca, mentre quella orientale è nel bunker Pivan-1 (in russo  Пивань-1?), vicino alla città di Komsomol'sk-na-Amure, nell'Estremo Oriente Russo.

## Struttura del satellite
Per quanto riguarda la struttura del satellite, le informazioni sono relativamente poche ma si ritiene che la Energiya abbia realizzato il progetto basandosi su quello già realizzato negli anni 1990 per la costellazione di satelliti per comunicazioni Yamal e creando quindi una piattaforma standard chiamata Viktoria. Basandosi su tale assunto si può quindi ritenere che, come i satelliti Yamal, anche i Tundra siano dotati di quattro propulsori ionici utili al mantenimento dell'assetto e che tutti i suoi sistemi siano stati progettati per operare in condizioni di vuoto. Nel 2015 Energiya ha poi dichiarato che erano in fase di sviluppo di pannelli solari estensibili di nuova progettazione e destinati all'uso sui satelliti Tundra, i quali ne avrebbero montati due, ognuno con una vita utile pari a 12-15 anni.
TsNII Kometa ha invece rilasciato dichiarazioni generiche circa il gran volume di dati che i satelliti sarebbero stati in grado di inviare a terra, menzionando anche il fatto che il satellite sarebbe equipaggiato con un sistema di comunicazione supplementare, probabilmente utile in caso di guerra nucleare per comunicare con i siti di lancio dei missili.

Stando a quanto dichiarato sempre da Energiya, il satellite sarebbe in grado di rilevare bersagli in decollo fino a una quota di 1000 km, quindi ben oltre la quota raggiunta dagli odierni missili balistici intercontinentali. I bersagli dichiarati includono veicoli ipersonici, bombardieri strategici, satelliti operanti in orbita terrestre bassa e detriti spaziali orbitanti fino a una distanza di 36000 km dalla Terra. Secondo l'azienda, un incendio sulla Terra sarebbe individuabile in 25 secondi e con una risoluzione di un metro, grazie ai sensori trasportati dal satellite che opererebbero nel campo degli ultravioletti, del visibile e degli infrarossi.

## Satelliti
| Satellite                        | COSPAR ID | Numero NORAD | Orbita                             | Data di lancio    | Data di fine operazioni | Vita utile stimata |
| -------------------------------- | --------- | ------------ | ---------------------------------- | ----------------- | ----------------------- | ------------------ |
| Cosmos 2510 (EKS 1) (Tundra 11L) | 2015-066A | 41032        | Molniya (38 552 x 1626 km, 63,37°) | 17 novembre 2015  | Attivo                  |                    |
| Cosmos 2518 (EKS 2) (Tundra 12L) | 2017-027A | 42719        | Molniya (38 552 x 1626 km, 63,37°) | 25 maggio 2017    | Attivo                  |                    |
| Cosmos 2541 (EKS 3) (Tundra 13L) | 2019-065A | 44552        | Molniya (38 537 x 1646 km, 63,83°) | 26 settembre 2019 | Attivo                  |                    |
| Cosmos 2546 (EKS 4) (Tundra 14L) | 2020-031A | 45608        | Molniya (35 807 x 1654 km, 63,83°) | 22 maggio 2020    | Attivo                  |                    |